# Cupa României 1948/49
Der Cupa României in der Saison 1948/49 war das zwölfte Turnier um den rumänischen Fußballpokal. Aufgrund der Umstellung von Meisterschaft und Pokal auf das Kalenderjahr wurde das Turnier erst im Herbst 1949 ausgetragen. Sieger wurde CSCA Bukarest, das sich im Finale am 18. Dezember 1949 gegen CSU Cluj durchsetzen konnte. Titelverteidiger ITA Arad war bereits im Sechzehntelfinale ausgeschieden.

## Modus
Die Klubs der Divizia A stiegen erst in der Runde der letzten 32 Mannschaften ein und mussten zunächst auswärts antreten. Es wurde jeweils nur eine Partie ausgetragen. Stand diese nach 90 Minuten unentschieden, folgte eine Verlängerung von 30 Minuten.

## Sechzehntelfinale
| Datum             |                      | Ergebnis             |                     |
| ----------------- | -------------------- | -------------------- | ------------------- |
| 3. September 1949 | CFR Sibiu            | 6:1 (3:0)            | CFR Cluj            |
| 4. September 1949 | ARLUS Bacău          | 0:4 (0:1)            | Petrolul Bukarest   |
|                   | Muntenia Moreni      | 2:1 (1:1)            | Gaz Metan Mediaș    |
|                   | Industria Bumbacului | 4:2 (2:0)            | UCR Bukarest        |
|                   | Grafica MS Bukarest  | 3:5 (0:2)            | Metalul Bukarest    |
|                   | Dermata Cluj         | 0:3 (0:2)            | RATA Târgu Mureș    |
|                   | CFR Galați           | 0:2 (0:1)            | CFR Bukarest        |
|                   | IMS Hunedoara        | 2:0 (0:0)            | Jiul Petroșani      |
|                   | CFR Oradea           | 13:1 (3:1) 1         | CSU Timișoara       |
|                   | Hârtia Piatra Neamț  | 1:7 (0:3)            | CSCA Bukarest       |
|                   | Concordia Ploiești   | 2:1 (0:1)            | Dinamo „B“ Bukarest |
|                   | Arsenal Sibiu        | 2:1 (2:1)            | Dinamo Bukarest     |
|                   | CAM Timișoara        | 2:1 (0:0)            | ITA Arad            |
|                   | Electrica Timișoara  | 1:2 n. V. (1:1, 1:1) | ICO Oradea          |
|                   | CFR Târgu Mureș      | 2:3 (0:1)            | CSU Cluj            |
|                   | CFR Turnu Severin    | 2:3 (1:2)            | CFR Timișoara       |

## Achtelfinale
| Datum            |                      | Ergebnis             |                      |
| ---------------- | -------------------- | -------------------- | -------------------- |
| 16. Oktober 1949 | Competrol Bukarest 1 | 6:2 (2:1)            | Industria Bumbacului |
|                  | IMS Hunedoara        | 0:2 (0:0)            | CFR Sibiu            |
|                  | Muntenia Moreni      | 5:2 (2:1)            | Metalul Bukarest     |
|                  | RATA Târgu Mureș     | 0:1 (0:1)            | CSU Cluj             |
| 19. Oktober 1949 | CFR Timișoara        | 4:0 (2:0)            | CAM Timișoara        |
| 25. Oktober 1949 | CSU Timișoara        | 1:3 (0:0)            | ICO Oradea           |
| 3. November 1949 | Arsenal Sibiu        | 0:3 (0:1)            | CSCA Bukarest        |
| 6. November 1949 | Concordia Ploiești   | 1:2 n. V. (1:1, 0:0) | CFR Bukarest         |

## Viertelfinale
| Datum             |                    | Ergebnis  |                 |
| ----------------- | ------------------ | --------- | --------------- |
| 5. November 1949  | CFR Sibiu          | 3:2 (3:2) | Muntenia Moreni |
| 6. November 1949  | Competrol Bukarest | 0:1 (0:0) | ICO Oradea      |
|                   | CSU Cluj           | 1:0 (0:0) | CFR Timișoara   |
| 11. Dezember 1949 | CSCA Bukarest      | 2:1 (1:1) | CFR Bukarest    |

## Halbfinale
| Datum             |               | Ergebnis  |           |
| ----------------- | ------------- | --------- | --------- |
| 11. Dezember 1949 | ICO Oradea    | 0:1 (0:1) | CSU Cluj  |
| 15. Dezember 1949 | CSCA Bukarest | 5:0 (2:0) | CFR Sibiu |

## Finale
| Paarung        | CSCA Bukarest – CSU Cluj |
| Ergebnis       | 2:1 (1:0) |
| Datum          | 18. Dezember 1949 |
| Stadion        | Stadionul ICAS, Bukarest |
| Zuschauer      | 12.000 |
| Schiedsrichter | Adalbert Kincs (Lugoj) |
| Tore           | 1:0 Petre Moldoveanu (39.) 1:1 Justin Zehan (68.) 2:1 Anton Fernbach-Ferenczi (74.) |
| CSCA Bukarest  | Traian Ionescu, Alexandru Apolzan, Adalbert Androvits, Ștefan Rodeanu, Ștefan Balint, Ștefan Onisie, Anton Fernbach-Ferenczi, Gavril Serfőző, Andrei Frentz, Nicolae Drăgan, Petre Moldoveanu Cheftrainer: Francisc Ronnay |
| CSU Cluj       | Vasile Cristea, Emeric Ioanovici, Mircea Luca, M. Tarău, Gheorghe Crăciun, Lucian Mihuț, Iosif Lutz, Ilie Copil, Ștefan Kovács, Tomescu, Justin Zehan, Silviu Avram, Mircea Biolan Cheftrainer: Iuliu Baratky              |